# واوکس لاس موزن
واوکس لاس موزن (به فرانسوی: Vaux-lès-Mouzon) یک کمون در فرانسه است که در Canton of Mouzon واقع شده‌است.

## خصوصیات
واوکس لاس موزن ۷٫۶۴ کیلومترمربع مساحت و ۸۴ نفر جمعیت دارد و ۲۵۰ متر بالاتر از سطح دریا واقع شده‌است.